# Films About Ghosts
Films About Ghosts: The Best Of... är Counting Crows femte musikalbum samt gruppens första samlingsalbum. Albumet släpptes 2003 på Geffen Records. Namnet på skivan kommer från låten "Mrs. Potter's Lullaby" där texten går "If dreams are like movies, then memories are films about ghosts".

## Låtlista
1. "Angels of the Silences" - 3:39
2. "Round Here" - 5:32
3. "Rain King" - 4:17
4. "A Long December" - 4:58
5. "Hangin' Around" - 4:16
6. "Mrs. Potters Lullaby" - 7:46
7. "Mr. Jones" - 4:33
8. "Recovering the Satellites" - 5:25
9. "American Girls" - 4:35
10. "Big Yellow Taxi" - 3:46
11. "Omaha" - 3:41
12. "Friend of the Devil" - 4:37 (cover på Grateful Dead)
13. "Einstein on the Beach (For an Eggman)" - 3:53 (tidigare outgiven)
14. "Anna Begins" - 4:32
15. "Holiday in Spain" - 3:50
16. "She Don't Want Nobody Near" - 3:07 (tidigare outgiven)